# Британик
Тиберије Клаудије Цезар Британик (12. фебруар 41 - 11. фебруар 55) је био син римског цара Клаудија.

## Биографија
Британик је син цара Клаудија и његове треће жене Валерије Месалине. Родио се након што је његов отац дошао на власт. Име "Британик" добио је по Клаудијевом походу на Британију из 43. године. По рођењу је назван Тиберије Клаудије Германик. Име "Британик" најпре је било понуђено самом Клаудију, али га је он одбио. Према Светонију, Клаудије је имао неприродан страх од побуна и државног удара. Будући да је Британик био малолетан, Клаудије је оженио Агрипину и усвојио њеног сина из претходног брака, Нерона. Како се Британик ближио пунолетности, Нерон је постајао свестан да више неће бити потребан Клаудију. Сам Клаудије је пред крај живота жалио што се оженио Агрипином и долазио на идеју да се од ње разведе. Пре него што је стигао да се разведе, Клаудије је умро. Неки антички историчари сматрају да га је Агрипина отровала печуркама. За новог цара проглашен је Нерон. Убрзо долази до свађе Нерона и Агрипине и Агрипина је запретила да ће подржати Британика да преузме власт. Због тога је Нерон послао тровача Локусту који је отровао Британика на једној гозби. Британикова смрт представљена је као последица епилепсије. На вечери на којој је Британик отрован налазио се и његов пријатељ из младости, Тит Флавије, будући принцепс.